# Kiyohiko Azuma
Kiyohiko Azuma (jap. あずまきよひこ Azuma Kiyohiko; ur. 27 maja 1968 w Takasago) – japoński mangaka, znany przede wszystkim z serii Azumanga Daioh i Yotsuba!.

## Twórczość
- Wallaby  (jap. わらびー Warabi) (1998–2000)[3]
- Try! Try! Try! (1998)[4]
- Azumanga Daioh (jap. あずまんが大王 Azumanga daiō) (2001–2002)[5]
- Yotsuba! (jap. よつばと! Yotsuba to!) (od 2003)[6]